# Airovo, Kărdjali
Airovo (în bulgară Айрово) este un sat în comuna Kărdjali, regiunea Kărdjali,  Bulgaria. 

## Demografie
Componența etnică a satului Airovo
     Bulgari (5,18%)
     Turci (74,39%)
     Nicio identificare (20,42%)
     Altele (0%)
La recensământul din 2011, populația satului Airovo era de 617 locuitori. Din punct de vedere etnic, majoritatea locuitorilor (74,39%) erau turci, cu o minoritate de bulgari (5,18%). Pentru 20,42% din locuitori nu este cunoscută apartenența etnică.